# 氷川鍬神社
氷川鍬神社（ひかわくわじんじゃ）は埼玉県上尾市にある神社である。
上尾宿の鎮守で、地元では「お鍬さま」と呼ばれて親しまれている。旧社格は村社。

## 祭神
稲田姫命（いなだひめのみこと）、豊鍬入姫命（とよくわいりひめのみこと）

## 歴史
伝説によれば、寛永8年（1631年）桶川宿方より来た童子が引いていた櫃が上尾宿本陣前で動かなくなり、童子はいずこかへ消え失せた。
翌正月に櫃を開けてみると、鍬2本と稲穂があり、鍬2本を神体として本陣前に社を建立して祀ったのが創建の経緯と伝えられる。
稲穂は「御子稲」と称し、種を増やして庶民に分け与えた。
長く、御鍬太神宮（おくわだいじんぐう）と呼ばれてきたが、明治41年（1908年）上尾村総鎮守の氷川神社から女体社を合祀し、現社名となった。

## 社殿・境内
上尾郷二賢堂跡
天明8年（1788年）に雲室を招いて開かれた学舎・聚正義塾（しゅうせいぎじゅく）の跡。朱子と菅原道真を祀ったことから「二賢堂（じげんどう）」と称された。林大学頭信敬筆の扁額が遺されている。
- 雲室上人生祠碑頌
- 天満宮

## 祭事・年中行事
上尾夏まつり
元々は7月15日に例大祭・祇園祭が行われていた。現在は7月14日に近い週末に市民まつりとして行われている。駅前での山車引き回しや神輿渡御が行われる。

## 文化財
- 上尾郷二賢堂跡が上尾市指定文化財[2]。

## 交通アクセス
- 高崎線上尾駅から徒歩3分